# ATP Volvo International 1986
Il Volvo International 1986 è stato un torneo di tennis giocato sul cemento del Stratton Mountain Resort di Stratton Mountain negli Stati Uniti. Il torneo fa parte del Nabisco Grand Prix 1986. Si è giocato dal 4 all'11 agosto 1986.

## Campioni

### Singolare maschile
Ivan Lendl ha battuto in finale  Boris Becker con il punteggio di 6–4, 7–6

### Doppio maschile
Peter Fleming /  John McEnroe hanno battuto in finale  Paul Annacone /  Christo van Rensburg con il punteggio di 6–3, 3–6, 6–3